# Skidmore (Misuri)
Skidmore es una ciudad ubicada en el condado de Nodaway, Misuri, Estados Unidos. Tiene una población estimada, a mediados de 2021, de 225 habitantes.

## Geografía
La localidad está ubicada en las coordenadas 40°17′16″N 95°4′46″O / 40.28778, -95.07944. Según la Oficina del Censo de los Estados Unidos, tiene una superficie total de 0.85 km², correspondientes en su totalidad a tierra firme.

## Demografía
Según el censo de 2020, en ese momento había 245 personas residiendo en la localidad. La densidad de población era de 288.24 hab./km². El 92.24% de los habitantes eran blancos, el 0.41% era asiático, el 0.41% era de otra raza y el 6.94% eran de una mezcla de razas. Del total de la población, el 0.82% eran hispanos o latinos de cualquier raza.